# Osnutak Pule
Osnutak Pule spominje se u nekoliko povijesnih izvora, a najpoznatija je legenda koja Pulu povezuje uz mitološku priču o Argonautima, moreplovcima koji su od Kolhiđana na Crnom moru oteli zlatno ovnovo runo, te bježeći Dunavom uzvodno došli do sjevernog Jadrana. Kao i svaka mitska priča, i priča o Argonautima nije jednostavna za prepričavanje, pogotovo jer postoji više inačica o pojedinim epizodama, ali koliko je to bila popularna priča, svjedoči i činjenica da su se mnogi pjesnici okušali u stihovanju sage o Jasonu i njegovim prijateljima, Medeji i Apsirtu. Naročito je tradicija Argonauta bila živa u aleksandrijskom pjesništvu helenističkog doba (3. stoljeće pr. Kr.) kojem pripadaju tri pjesnika što u okviru mita o Argonautima spominju kolhidsku koloniju na Jadranu: Likofron, Kalimah i Apolonije Rođanin.

## Povijest i arheologija
Iako se nedaleko od Pule nalazi spilja Šandalja u kojoj su pronađeni najstariji arheološki ostaci na tlu Hrvatske i šire, a datiraju unatrag milijun godina prije Krista, dokaz koji ukazuje na stalno ljudsko naselje je mnogo raniji, a predstavlja lončariju iz perioda neolitika (6000. - 2000. pr. Kr.) pronađenu u okolici Pule.
Najraniji zapis trajnog naseljavanja na područja grada Pule potječe iz 10. stoljeća pr. Kr., iako neki povijesni izvori predlažu 1220. pr. Kr. kao godinu osnutka Pule. Prema potonjem Pula ne bi samo opravdala svoju tritisućljetnu tradiciju postojanja, već bi 2010. godine Pula imala preko 3230 godina života. 
Kakogod bilo, pouzdano se zna da je prvo naselje osnovalo ilirsko pleme Histra, drevni narod koji je živio u Istri. Vjeruje se da su Histri, krećući se prema jugu istarskog poluotoka, naišli na izvore vode, te su na današnjem središnjem gradskom brežuljku na kojem se nalazi Kaštel podigli zidom utvrđeno naselje – gradinu. Plodna zemlja podno brijega nalazila se uz sam prostran zaljev u kojem se smjestilo nekoliko manjih otočića.

## Legenda
Jezgra mitološke priče o nastanku Pule u legendu o Jasonu i Argonautima može se sažeti u nekoliko rečenica: Jason i njegovi drugovi uspjeli su oteti zlatno runo po koje ih je poslao tesalski kralj Pelija kao uvjet Jasonovog preuzimanja prijestolja. U tome im je pomogla Medeja, kći kolhidskog kralja Eeta koji je čuvao dragocjenu ovnovu kožu.
Po jednoj su se mitografskoj inačici Argonauti ("moreplovci na brodu Argo"), na povratku za Grčku i progonjeni Kolhiđanima koje je vodio Medejin brat Apsirt, iz Crnog mora zaputili uzvodno Dunavom, a taj ih je pravac doveo u Jadran. Poznato je naime da su stari Grci do duboko u klasično doba vjerovali da rijeka Ister (Dunav) ima dva ušća, jedno u Crnom moru, a drugo u Jadranu. Možemo samo zamisliti fascinaciju grčkih moreplovaca nepoznanicama europskog kopna u čije se mračne dubine iza primorskih planina rijetko tko usuđivao zaći, a veliki je dio grčke mitologije nastao upravo u vrijeme kad Heleni nisu još poznavali zemlje izvan same Grčke.
Kad se uvidjelo da Ister nema drugo, jadransko ušće, priča se održala s inačicom da su brodove kopnenom prevlakom prebacili u Jadran, što se svakako odnosilo na Grcima dobro znani kopneni put kojim je sjeverni Jadran bio povezan s unutrašnjošću europskog kopna, put kojim je dragocjeni jantar s Baltičkog mora stizao u zemlje europskog Sredozemlja.
Na sjevernom su Jadranu Kolhiđani sustigli Argonaute, ali je Medeja namamila brata Apsirta u klopku, gdje ga je Jason ubio: to se zbilo na otoku koji je od tada postao poznat kao Apsirtov otok, a antički su Apsirtidi skupina Cres – Lošinj. Nakon tog događaja Kolhiđani se nisu više usudili vratiti u domovinu, već su se nastanili na Jadranu. Na ovom mjestu postaje značajan ulomak iz jedne Kalimahove elegije, koja opisuje taj događaj:
Na ilirskoj rijeci smiriše vesla
pored grobnog kamena plavokose Harmonije - Zmije,
grad utemeljiše: Grk bi mu neki rekao
- "Grad Bjegunaca",
no njihov ga jezik imenova Pulom.

## Podrijetlo imena grada
U istom kontekstu i s istim imenom grad Kolhiđana spominje Likofron, dok Apolonije Rođanin ostavlja naseobinu bezimenom. Taj grad – Polai – u antičkoj se tradiciji rimske historiografije i geografije Plinije Starijeg i Strabona identificirao s Pulom, gradom na dnu dubokog zaljeva. Mnogobrojne znanstvene prosudbe tih i drugih pisanih vrela koji se pozivaju na mitološke i topografske podatke dovele su do jedinstvenog i nepobitnog zaključka da Kalimahova Polai ne može biti na sjevernom Jadranu. Čitav je niz razloga koji upućuju na to da grad Kolhiđana – bjegunaca – moramo tražiti na južnom Jadranu, između Boke kotorske i sjeverne Albanije. Ostaje samo glasovna sličnost: Polai – Pola, iz koje su već Rimljani izvodili mitsko podrijetlo Pule, iako se njezin naziv etimološki može dovesti do grčkog korijena polis, što znači grad-država, a ima i niz drugih srodnih značenja. Stoga, iako nije točna, tradicija o Kolhiđanima dovoljno je stara da se može smatrati dijelom povijesti grada Pule. Utemeljenost, dakako, nije kriterij na kojem počivaju mitovi, no ono što je kod legende o kolhidskoj koloniji ipak vjerodostojno jest veza jadranskih priobalnih krajeva s Grčkom, s jedne, i europskim kopnom, s druge strane.
Za Pulu nije presudno jesu li grad na dnu prekrasnog zaljeva doista osnovali Kolhiđani pod imenom Polai. Legenda kao legenda, moguća je ali ne i neprijeporna. Ali ona svakako ukazuje na starinu grada i njegove veze s okolnim svijetom još prije razdoblje klasične antike.

## Više informacija
- Histri
- Antička Grčka